# علي أباد (صوغان)
علي أباد (بالفارسية: روستای علی‌آباد) هي قرية تقع في إيران في قسم صوغان الريفي. يقدر عدد سكانها بـ 1,101 نسمة .